# Deutscher Werkbund

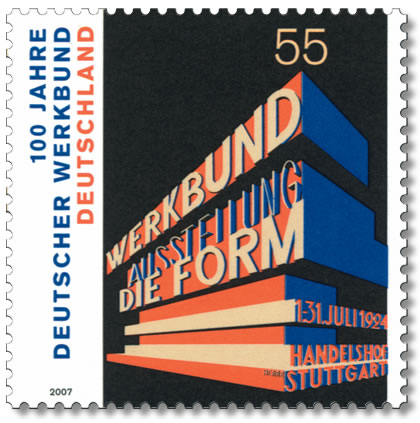
pocztówka wydana na stulecie istnienia Werkbundu

Werkbund (niem. Deutscher Werkbund, Der Deutsche Werkbund = Niemiecki Związek Twórczy) – organizacja skupiająca architektów, artystów i inżynierów związanych z budownictwem, założona w 1907 w odpowiedzi na pomysł Hermanna Muthesiusa. Działalność Werkbundu miała znaczący wpływ na rozwój idei architektury modernistycznej w Niemczech i krajach ościennych.

## Osiedla Werkbundu
Mianem osiedli Werkbundu określa się sześć osiedli, zlokalizowanych w sześciu różnych miastach, powstałych pod auspicjami Werkbundu. Osiedla Werkbundu były budowane pod wystawy mieszkaniowe; miały ukazywać sposób rozwiązania problemów mieszkaniowych po I wojnie światowej, a także zaprezentować nowe rozwiązania funkcjonalne, formalne i technologiczne w budownictwie masowym. Przedmiotem wystaw było także ukazanie problemu wyposażenia mieszkania. Istotny był również cel edukacyjny, gdyż wystawy
miały przekonać do nowych sposobów mieszkania i nauczyć przyszłych użytkowników, jak powinni żyć w nowoczesnych domach. Osoby, dla których te nowe propozycje (...) były przeznaczone, nie potrafiły z nich korzystać.
W 2020 r. osiedla Werkbundu otrzymały Znak Dziedzictwa Europejskiego, przyznany przez Komisję Europejską.
| Nazwa                                | Państwo                                             | Miasto    | Rok ukończenia budowy | Źródło |
| ------------------------------------ | --------------------------------------------------- | --------- | --------------------- | ------ |
| Wzorcowe osiedle Weißenhof           | Niemcy (wówczas: Republika Weimarska)               | Stuttgart | 1927                  | [ 3 ]  |
| Wzorcowe osiedle Nowy Dom            | Czechy (wówczas: Pierwsza Republika Czechosłowacka) | Brno      | 1928                  | [ 4 ]  |
| Wzorcowe osiedle we Wrocławiu (WuWa) | Polska (wówczas: Republika Weimarska)               | Wrocław   | 1929                  | [ 5 ]  |
| Wzorcowe osiedle Neubühl             | Szwajcaria                                          | Zurych    | 1931                  | [ 6 ]  |
| Wzorcowe osiedle w Wiedniu           | Austria                                             | Wiedeń    | 1932                  | [ 7 ]  |
| Wzorcowe osiedle Baba                | Czechy (wówczas: Pierwsza Republika Czechosłowacka) | Praga     | 1932                  | [ 8 ]  |

## Przewodniczący Werkbundu
- 1907–1909 Theodor Fischer
- 1909–1919 Peter Bruckmann
- 1919–1921 Hans Poelzig
- 1921–1926 Richard Riemerschmid
- 1926–1932 Peter Bruckmann (od 1932 przewodniczący honorowy)
- 1932–1933 Ernst Jaeckh(inne języki)
- 1933 Carl Christoph Lörcher(inne języki)
- 1935–1938 Hermann Gretsch(inne języki)
- 1950–1963 Hans Schwippert(inne języki)
- 1963–1964 Otto Haupt(inne języki)
- 1964–1969 Adolf Arndt
- 1969–1973 Hans Paul Bahrdt(inne języki)
- 1973–1976 Julius Posener
- 1976–1983 Lucius Burckhardt(inne języki)
- 1983–1985 Anna Teut(inne języki)
- 1985–1996 Hermann Glaser
- 1996–1999 Peter Zlonicky(inne języki)
- od 1999 Hans Rudolf Güdemann(inne języki)

## Ważniejsze wydarzenia z dziejów Werkbundu
- 1907 – założenie Deutsche Werkbundu w Monachium
- 1914 – Wystawa Form Przemysłowych w Kolonii
- 1924 – Wystawa Form Przemysłowych w Berlinie
- 1926 – założenie czasopisma Werkbundu Die Form (istniało do 1934)
- 1927 – wystawa mieszkaniowa w Weißenhof w Stuttgarcie
- 1929 – wystawa mieszkaniowa we Wrocławiu
- 1932 – wystawa mieszkaniowa w Wiedniu
- 1934 – rozwiązanie przez rząd nazistowski
- 1949 – ponowne założenie jako federacji ośmiu związków regionalnych
- 1952 – założenie czasopisma Werkbundu Werk und Zeit
- 1972 – założenie Archiwum Werkbundu – muzeum kultury dnia codziennego XX wieku w gmachu dawnej Akademii wzniesionym w Berlinie przez Martina Gropiusa